# Palazzo dei Dieci Savi
Le Palazzo dei Dieci Savi est un palais sur le Grand Canal, à Venise. Il est situé dans le sestiere (quartier) de San Polo à proximité du pont du Rialto, en face du Palazzo dei Camerlenghi.
Le palais a été construit dans la première moitié du XVIe siècle d'après une conception d'Antonio Abbondi. C'était le siège du Dieci Savi alle Decime, le magistrat qui s'occupait des finances de la république de Venise, conservant cette fonction jusqu'en 1797. Jusqu'en 2014, il abritait les agents des eaux de la ville (Magistrato alle Acque).

## Description

Le Lion de St Marc sur la façade

Le palais a une façade plus longue sur la Ruga (ruelle) degli Osei et une plus courte sur le grand Canal. La première possède un portique à 37 arcades, dont le plafond, à voûtes croisées est couvert de fresques dont la plupart sont en bon état.
Les deux étages supérieurs, séparés par deux corniches épaisses, comportent 37 fenêtres à meneaux avec des cadres en pierre brute. En haut, se trouve une couronne à meneau, en correspondance avec le grenier. La façade sur le canal est identique et comporte sur le bas quatre arcades et aux étages supérieurs cinq fenêtres doubles rectangulaires à meneaux.
Les deux seuls éléments décoratifs sont la statue de la Justice du XVIe siècle au coin du deuxième étage et un bas-relief d'un lion de saint Marc (1848), datant de l'éphémère république de Saint-Marc.

## Sources
- (it) Marcello Brusegan, I palazzi di Venezia, Newton Compton, 2007, p. 108–109